# بایما، سوینینگ
بایما، سوینینگ (به لاتین: Baima) یک شهرک در جمهوری خلق چین است که در انژا واقع شده‌است. بایما ۳۱۵ متر بالاتر از سطح دریا واقع شده‌است.